# 盖拉斯
盖拉斯（德語：Geras）是奥地利下奥地利州霍恩县的一个市镇。总面积67.66平方公里，总人口1393人，人口密度20.6人/平方公里（2005年）。
盖拉斯位于奥地利与捷克边境。自1997年以来，每年10月的第一个周末，盖拉斯都会举办土豆节（德語：Erdäpfelfest，也译马铃薯节），融美食节与商品交易于一体，近年每次可吸引一万余游客。